# Johann Daniel Mylius
Johann Daniel Mylius (cca 1583 Wetter – 1642) byl loutnový skladatel a spisovatel knih o alchymii. 

## Mládí a vzdělání
Narodil se ve Wetteru v dnešním Hesensku v Německu a pokračoval ve studiu teologie a medicíny na Marburské univerzitě. Byl švagrem a žákem Johanna Hartmanna.

## Kariéra
V roce 1616, ještě jako student medicíny, vydal Mylius knihu Duncana Burneta Iatrochymicus. Opus medico-chymicum, Myliovo vlastní alchymistické dílo, vyšlo o dva roky později. Je známý sbírkou skladeb pro loutnu Thesaurus gratiarum (1622). Ve stejném roce vyšla jeho Philosophia Reformata. Mylius byl osobním lékařem Mořice Hesenského a mezi jeho patrony patřili Mořic a Frederik Jindřich Nasavští.

## Práce
- Opus medico-chymicum (1618)
- Antidotarium (1620)
- Philosophia reformata (1622)
- Anatomie auri (1628)
- Danielis Milii Pharmacopoeae spagyricae, sive Practicae universalis Galeno-chymicae libri duo (1628)

## Galerie

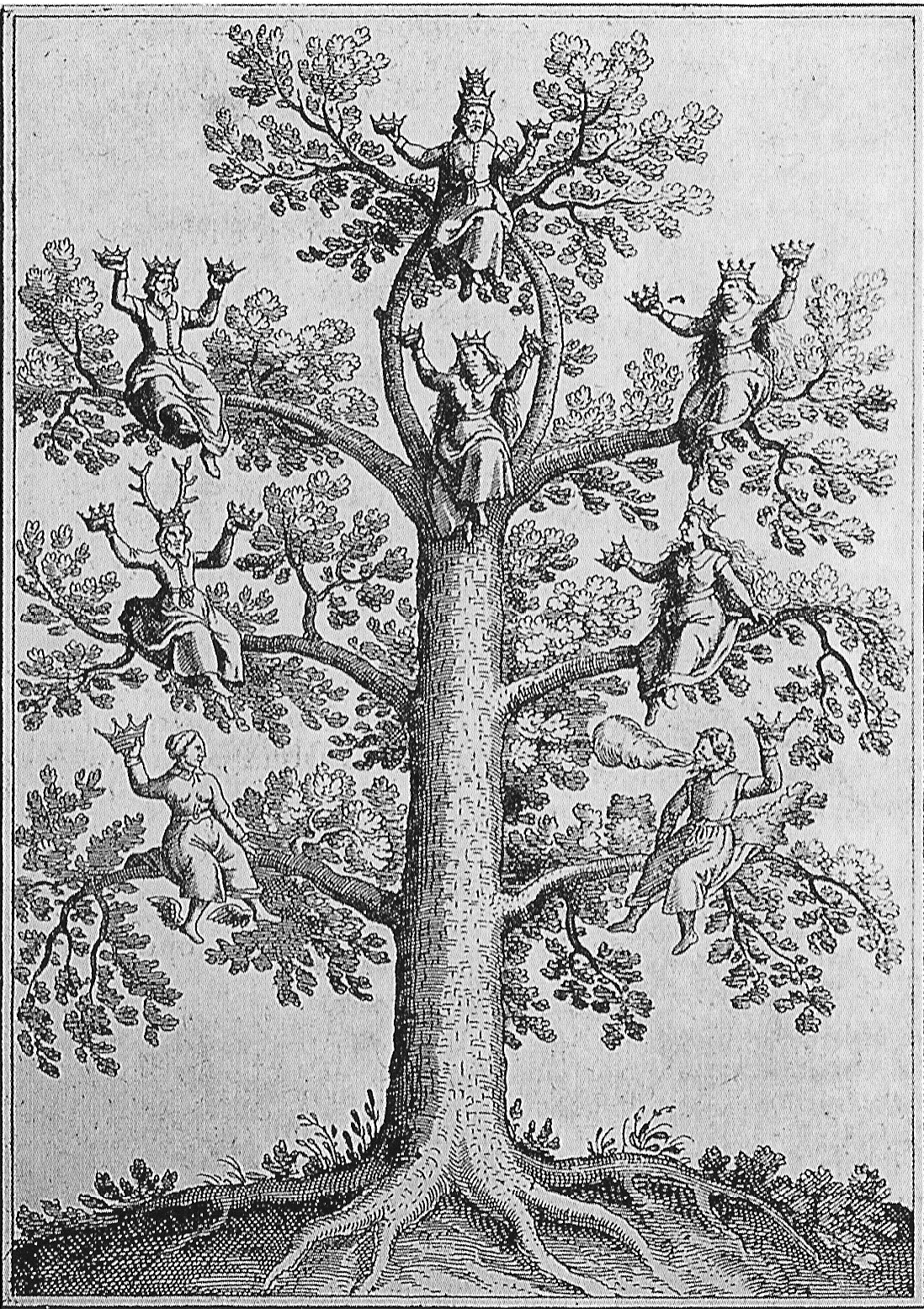
Ilustrace z Myliovy Anatomia auri z roku 1628
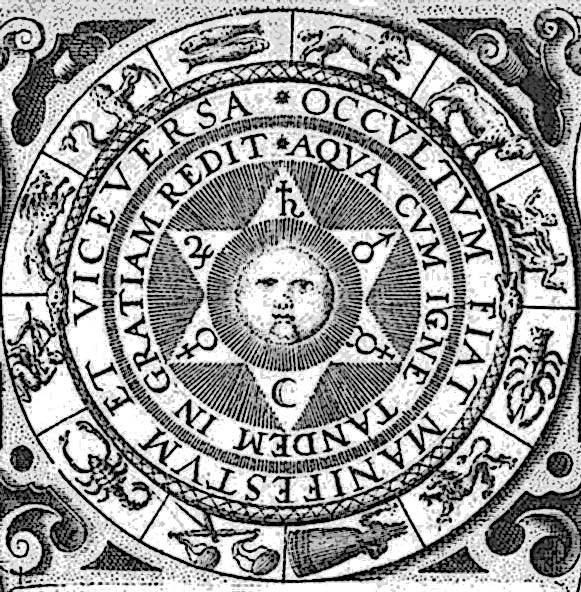
Ilustrace z Myliova Opus medico-chymicum z roku 1618